# Brooklynský most
Brooklynský most (anglicky Brooklyn Bridge, původně New York and Brooklyn Bridge) je jeden z nejstarších visutých mostů ve Spojených státech amerických.
Má rozpětí mezi pilíři 486,3 metrů a vede přes řeku East River. Spojuje dvě části New Yorku – Manhattan a Brooklyn. V době jeho otevření se jednalo o největší visutý most na světě a první visutý most na ocelových lanech (přesněji jde o hybridní most kombinující visutou a zavěšenou konstrukci nosných lan). Jeho mostní věže byly v té době nejvyššími stavbami na celé západní polokouli. Stavba začala 3. ledna 1870. Most byl dokončen po 13 letech a byl otevřen 24. května 1883.
Od svého otevření se stal symbolem New Yorku a od roku 1964 patří mezi národní historické památky. Přes tento most také vede trasa Newyorského maratonu.

## Historie

### Výstavba
Most se rozhodl vybudovat John Augustus Roebling. Snil o Brooklynském mostě jako svém největším díle. Po strašné zimě 1866–1867, kdy zkolabovala doprava, poté, co všechny lodě zamrzly, se město rozhodlo, že se postaví most přes řeku East River. Stavba byla schválena roku 1869. Poté začali vybírat místo stavby. Avšak při poslední kontrole místa si Roebling nevšiml připlouvající lodi. Ta mu při nárazu do mola rozdrtila nohu. Museli mu amputovat prsty na noze a dva týdny na to zemřel na infekci. Jeho místo převzal jeho syn Washington Roebling, v posledních deseti letech stavby zastupován svou manželkou Emily Warren Roebling.
Stavba byla zahájena 3. ledna 1870.
Pro vybudování základů věží pod úrovní hladiny vody byly použity kesony. Velký zvon se spustil do vody tak, aby se jeho spodní hrana zařízla do dna a jeho vrchní část vyčnívala nad hladinu. Pak se z něj odčerpala voda za pomocí vzduchu, který byl vtlačen do zvonu a vodu vytlačil. Použití kesonů manželé Roeblingovi nastudovali na své cestě do Evropy v roce 1865.
Věže jsou postaveny z vápence, žuly a cementu. Jsou postaveny v novogotickém stylu, s charakteristickými lomenými oblouky ve věžích.
Cena výstavby celého mostu byla vyčíslena na tehdy neuvěřitelných 15,5 miliónu dolarů. Tehdy se ještě moc nehledělo na bezpečnost a zdraví dělníků při práci, také nebyl dostatečně znám princip a možnosti kompenzace kesonové (dekompresní) nemoci, a proto zemřelo 27 lidí během jeho výstavby.
Kvůli dekompresní nemoci zůstal po několika letech vedoucí projektu Washington Roebling upoután na lůžko a nemohl dále docházet na stavbu. Od roku 1873 až do dokončení stavby proto velkou část úkolů hlavní inženýrky převzala Emily Warren Roebling. Doplnila si potřebné technické znalosti a dovednosti z oboru stavebního inženýrství. Dojížděla na stavbu a fungovala jako spojka s dalšími inženýry a dělníky, vyjednávala s politiky a členy dozorčí rady, dohlížela na smlouvy a nákupy materiálů, starala se o každodenní řízení projektu.
Jednou ze zajímavostí, která s výstavbou mostu souvisela, bylo, že do obou dvou ramp vedoucí z mostu do Brooklynu i na Manhattan byly zabudovány vinné sklepy. Byl to chytrý tah Johna Roeblinga, který se vybudováním sklepů snažil udobřit dva místní velké prodejce alkoholu, neboť ke stavbě mostu bylo zapotřebí části jejich pozemků. Kromě toho peníze z pronájmu sklepů pomohly částečně financovat nákladnou stavbu. Tmavé a chladné sklepy se používaly ke skladování alkoholických nápojů až do druhé světové války.

### Slavnostní otevření
Ve dne 24. května 1883 byl po 13 letech stavby most dokončen a otevřen pro veřejnost, toho dne se u mostu sešly tisíce lidí, které přivítal newyorský starosta Franklin Edson, ale i tehdejší 21. prezident Spojených států Chester A. Arthur. První osobou, která most přejela, byla Emily Warren Roebling, údajně s kohoutem pro štěstí. Lidé přecházeli most, aby se setkali s brooklynským starostou Sethem Lowem, který na ně čekal pod mostní věží na brooklynském břehu. Washington Roebling se slavnostního otevření neúčastnil, ale doma u Roeblingových se konal večírek na oslavu otevření. Toho dne most využilo asi 1 800 vozidel a 150 300 osob.

### Planý poplach
30. května 1883 se na mostě rozkřiklo, že most nezvládá nápor lidí, a že se může zřítit, a proto na mostě zavládla panika, při které se lidé na mostě snažili co nejrychleji dostat z mostu. Při této události bylo ušlapáno 12 lidí. O pár dní později byly pochybnosti o stabilitě mostu vyvráceny, když se po mostě vydalo 21 slonů z nedalekého cirkusu.

### První sebevrah
19. května 1885 skočil z mostu první člověk který chtěl spáchat sebevraždu. Po dopadu utrpěl vážná vnitřní zranění a zemřel.

### Osvětlení mostu
Od roku 1980 se stal most jednou z dominant nočního New Yorku poté, co byly jeho věže osvětleny pomocí reflektorů.

### Střelba na mostě
Dne 1. března 1994 se na mostě střílelo. Muž jménem Rashid Baz zahájil palbu na skupinu ortodoxních Židů. Jednoho člověka smrtelně postřelil a další tři zranil. Předpokládá se, že šlo o pomstu za útok na muslimy, který se odehrál v únoru, pár dní předtím. Baz byl usvědčen z vraždy. V roce 2000 ministerstvo spravedlnosti označilo akt jako teroristický útok. Ačkoliv Baz zabil pouze jednoho člověka, byl odsouzen na 141 let vězení.

### Zmařený teroristický útok
V roce 2003 byl člověk, který podporoval teroristické hnutí Al-Káida odsouzen na 20 let vězení za přípravu útoku, při kterém měl být most zničen přeřezáním mostních lan. Most by pak neunesl svoji vlastní tíhu a následkem toho by se zřítil.

### Nález zásob v bunkru
Počátkem roku 2006 obnažili dělníci při opravě mostu v pilíři tajnou skrýš vybudovanou v roce 1950 v době studené války. Vchod byl zamaskován ve stěně od Manhattanu. V tajné schránce byly nalezeny značné zásoby – 350 000 kovových dóz se suchary, zařízení na čištění vzduchu, přikrývky, lékařské přístroje.

## Provoz
Později byla na mostě vybudována nadzemní dráha a dráha pro tramvaje. Trasa nadzemní dráhy byla zrušena v roce 1944 a v roce 1950 byly zrušeny i tramvajové koleje. Poté byl most přebudován na šest jízdních pruhů pro automobily. Pro každý směr vedou tři pruhy na krajích mostu a uprostřed nad jejich úrovní vede pás pro chodce a cyklisty. Dnes je Brooklynský most druhým nejfrekventovanějším mostem v New Yorku. Kvůli rychle narůstajícímu počtu automobilů a s tím spojenou houstnoucí dopravou museli na mostě zavést zákaz pro automobily těžší než 2,7 tuny. Z toho důvodu dnes přes most nejezdí ani autobusy městské hromadné dopravy. V dnešní době projede přes most necelých 150 000 aut denně.

## Ve filmu
Tento most a jeho výstavba je zachycena v americkém romantickém hraném filmu Kate a Leopold z roku 2001. Rovněž v australském dokumentárním TV seriálu Nejúžasnější díla lidských rukou.

## Statistika
- výška 84 m
- šířka 26 m
- 3 mostová pole jsou spojena 2 novogotickými pilíři
- střední pole měří 486,3 m
- stál 15,5 mil. dolarů
- při stavbě zahynulo 27 osob